# Єлгавський край
Єлга́вський кра́й (латис. Jelgavas novads) — адміністративно-територіальна одиниця Латвійської Республіки. Розташований у південній частині країни, в історичному регіоні Семигалія. Адміністративний центр — Єлгава. Створений 2021 року. Площа — 1604,1 км². Населення — 31 969 осіб (2021). До складу краю входять 16 волостей.

## Історія
Край утворений 1 липня 2021 року шляхом об'єднання Єлгавського та Озолнієкського країв, після адміністративно-територіальної реформи Латвії 2021 року. Адміністративний центр краю міститься у республіканському місті Єлгава (до складу краю не входить).

## Адміністративний поділ
- 16 волостей

## Населення
Національний склад краю за результатами перепису населення Латвії 2011 року.
| Національність | К-сть | % |
| -------------- | ----- | - |